# Джордж, Реджайна
Реджайна Джордж Грауз (англ. Regina George Grause; род. 17 февраля 1991, Чикаго) — нигерийско-американская легкоатлетка, специалистка по бегу на короткие дистанции. Выступала за сборные США и Нигерии по лёгкой атлетике в 2010—2018 годах, обладательница серебряной медали Игр Содружества, чемпионка Африки, победительница эстафетного чемпионата мира, победительница и призёрка первенств национального значения.

## Биография
Реджайна Джордж родилась 17 февраля 1991 года в Чикаго, штат Иллинойс. Происходит из спортивной семьи, её отец-нигериец и мать-венесуэлка учились в США по спортивной стипендии. По наставлению родителей занималась лёгкой атлетикой с раннего детства, успешно выступала на школьных соревнованиях в спринтерских дисциплинах.
Первого серьёзного успеха на международном уровне добилась в сезоне 2010 года, когда вошла в состав американской сборной и выступила на юниорском мировом первенстве в Монктоне, где стала седьмой в индивидуальном беге на 400 метров и вместе с соотечественницами одержала победу в эстафете 4 × 400 метров. На этих соревнованиях Джордж изъявила желание выступать за сборную Нигерии, чья команда стала здесь второй, и обратилась к нигерийскому тренеру Гэбриелу Окону.
Поступив в Университет Арканзаса, присоединилась к местной легкоатлетической команде «Арканзас Рейзорбэкс», в составе которой неоднократно участвовала в различных студенческих соревнованиях в США, в том числе становилась чемпионкой Национальной ассоциации студенческого спорта (NCAA) в эстафете 4 × 400 метров.
В 2012 году в беге на 400 метров Джордж одержала победу на чемпионате Нигерии и в составе нигерийской сборной завоевала серебряную награду на чемпионате Африки в Порто-Ново, где уступила только действующей чемпионке мира Амантле Монтшо. Благодаря череде удачных выступлений удостоилась права представлять Нигерию на летних Олимпийских играх в Лондоне — в 400-метровой дисциплине дошла до стадии полуфиналов, тогда как в эстафете 4 × 400 метров в финале их команда была дисквалифицирована (нигерийские бегуньи финишировали седьмым, но позднее их результат аннулировали в связи с заступом на линию на беговой дорожке во время передачи эстафетной палочки от Муйзат Аджоке Одумосу к Джордж).
В 2013 году Реджайна Джордж вновь выиграла чемпионат Нигерии в беге на 400 метров. На чемпионате мира в Москве дошла до полуфинала в дисциплине 400 метров, получила дисквалификацию во время предварительного забега в эстафете 4 × 100 метров, заняла пятое место в эстафете 4 × 400 метров.
В 2014 году бежала 400 метров на чемпионате мира в помещении в Сопоте, в эстафете 4 × 400 метров взяла бронзу на чемпионате мира по легкоатлетическим эстафетам в Нассау, получила серебро на Играх Содружества в Глазго, победила на чемпионате Африки в Марракеше.
В 2015 году завоевала золотую награду в эстафете 4 × 200 метров на чемпионате мира по эстафетам в Нассау, стартовала в беге на 400 метров на чемпионате мира в Пекине и в беге на 200 метров на Африканских играх в Браззавилле.
В 2016 году в эстафете 4 × 400 метров была четвёртой на чемпионате мира в помещении в Портленде и второй на чемпионате Африки в Дурбане. Выполнила квалификационный норматив для участия в Олимпийских играх в Рио-де-Жанейро, но в итоге на Играх не стартовала.
Завершила спортивную карьеру по окончании сезона 2018 года.